# Gangaikondan
Gangaikondan es una ciudad y nagar Panchayat situada en el distrito de Cuddalore en el estado de Tamil Nadu (India). Su población es de 6434 habitantes (2011).

## Demografía
Según el censo de 2011 la población de Gangaikondan era de 6434 habitantes, de los cuales 3238 eran hombres y 3196 eran mujeres. Gangaikondan tiene una tasa media de alfabetización del 88,03%, superior a la media estatal del 80,09%: la alfabetización masculina es del 93,85%, y la alfabetización femenina del 82,13%.